# راي بوليس
راي بوليس (بالإنجليزية: Ray Pulis)‏ هو لاعب كرة قدم بريطاني في مركز الهجوم، ولد في 21 نوفمبر 1964 في Pillgwenlly ‏ في المملكة المتحدة. لعب مع نيوبورت كونتي.